# Farzana Wahidy
Farzana Wahidy est une photojournaliste afghane née en 1984 à Kandahar.
Première photographe afghane à travailler pour une agence internationale, elle est connue pour son travail de documentation du quotidien des femmes et jeunes filles de son pays.

## Biographie
Farzana Wahidy est née en 1984 à Kandahar, dans le sud de l'Afghanistan. À six ans, elle déménage pour Kaboul où elle subit la guerre civile qui la prive d'école à partir de ses douze ans. Ce n'est qu'à la chute du régime taliban en 2001 qu'elle retourne au lycée.  
Elle découvre la photographie au même moment et s'inscrit en 2002 à l’Aina qui reçoit sa première promotion. Sélectionnée parmi les 15 candidatures retenues sur 500, elle suit les enseignements de Manoocher Deghati, devenu ensuite rédacteur en chef des photos du Moyen-Orient pour l'Associated Press (AP),. 
En 2004, elle est engagée par l’Agence France-Presse (AFP) et devient ainsi la première photographe afghane à travailler pour une agence internationale. Elle rejoint également l’Associated Press.
En 2007, elle déménage au Canada pour suivre pendant deux ans le programme de photojournalisme du Loyalist College de Belleville, en Ontario. 
En décembre 2019, elle crée l’Association des photographes d’Afghanistan (APA) avec Massoud Hossaini. Elle participe également à l’exposition collective Kharmohra qui rassemble au Mucem à Marseille les œuvres de plasticiens et photographes afghans qui se refusent à représenter la violence,.
Farzana Wahidy photographie l'Afghanistan de l'intérieur, prenant notamment des photos sous sa burqa. Dans son travail, elle documente le quotidien des femmes et jeunes filles afghanes en prenant soin de les valoriser alors qu'elle ne sont généralement présentées que comme des victimes.

## Prix et distinctions
Liste non exhaustive
- 2022 : Anja Niedringhaus Courage in Photojournalism Award[8]